# Anilana
Anilana – polska nazwa włókien akrylowych; syntetyczne włókno wełnopodobne z poliakrylonitrylu (90%); używane, często w połączeniu z wełną, do wyrobu dzianin i tkanin.